# Splachnobryum limbatum
Splachnobryum limbatum är en bladmossart som beskrevs av J.C. Norris och Robert Zander 1981. Splachnobryum limbatum ingår i släktet Splachnobryum och familjen Splachnobryaceae. Inga underarter finns listade i Catalogue of Life.